# Vi er både rigtige og kloge
|  | Denne artikel er oprettet af botten PalnaBot ud fra en ekstern database. Den kan derfor have sproglige fejl eller mangler. Denne skabelon kan fjernes efter kontrol af indholdet. |

Vi er både rigtige og kloge er en børnefilm fra 1975 instrueret af Svend Abrahamsen efter manuskript af Svend Abrahamsen, Jimmy Andreasen, Jørgen Kastrup.

## Handling
Under et ferieophold i Sverige driver en gruppe danske børn til søs med en sejlbåd og lander på en lille ubeboet ø, hvor de må tilbringe et par dage, inden de bliver fundet. Ungdomsfilmen beskriver de sociologiske mekanismer, der træder i funktion, når en gruppe mennesker pludselig bliver overladt til sig selv.Egnet til børn fra 10 år.